# Mike Trésor
Pour les articles homonymes, voir Trésor (homonymie) et Ndayishimiye.
Mike Trésor Ndayishimiye, couramment appelé Mike Trésor, né le 28 mai 1999 à Lembeek en Belgique, est un footballeur international belge qui joue au poste de milieu offensif au Burnley FC. Il possède également les nationalités burundaise et rwandaise.

## Biographie

### En club

#### Formation en Belgique
Né à Lembeek en Belgique d'un père burundais, ancien footballeur international, et d'une mère rwandaise, Mike Trésor Ndayishimiye commence le football au KFC Avenir Lembeek puis à l'AFC Tubize avant d'être formé au RSC Anderlecht mais il ne fait aucune apparition avec l'équipe première avec ce club.

#### NEC Nimègue
En septembre 2018, Mike Trésor Ndayishimiye rejoint les Pays-Bas pour s'engager avec le NEC Nimègue, qui évolue alors en Eerste Divisie (deuxième division). Le 21 septembre suivant, il fait sa première apparition en professionnel face à Helmond Sport, en championnat. Il entre en jeu en cours de partie lors de cette rencontre remportée par son équipe sur le score de trois buts à deux. Il inscrit son premier but en professionnel lors d'une défaite face au FC Eindhoven, le 13 janvier 2019.

#### Willem II Tilburg
Le 2 septembre 2019, le site officiel du Willem II annonce l'arrivée de Mike Trésor en prêt pour une durée d'une saison, incluant une option d'achat.
Il intègre définitivement l'équipe première à partir de la sixième journée d'Eredivisie 2019-2020, à l'occasion de la rencontre face à l'Heracles Almelo. Il commence la rencontre en tant que titulaire, et délivre même une passe décisive, pour sa première titularisation en Eredivisie, en faveur de son coéquipier Vangelis Pavlidis. Il finit par sortir du terrain à la 69e minute, en étant remplacé par Elton Kabangu, son compatriote belge. Il voit finalement les siens perdre la rencontre sur le score de quatre buts à un.
Ndayishimiye est l'une des révélations du championnat néerlandais, plusieurs clubs européens s'intéressent alors à lui lors de l'été 2020,, mais il continue finalement avec Willem II. Il découvre alors la coupe d'Europe, jouant son premier match en Ligue Europa le 16 septembre 2020, face au FC Progrès Niederkorn. Il s'illustre ce jour-là en marquant un but et en délivrant une passe décisive (victoire 0-5 de Willem II).

#### KRC Genk
Le 7 juillet 2021, Mike Trésor Ndayishimiye retrouve la Belgique en rejoignant le KRC Genk. Il signe un contrat de quatre ans, soit jusqu'en juin 2025. Lors du championnat de Belgique 2022-2023, il est le meilleur passeur de la compétition en délivrant 24 passes décisives. Vice-champion de Belgique, il est élu en juin 2023 footballeur pro de l'année et soulier d'ébène belge. Sa valeur marchande est alors estimée à 15 millions d'euros.

#### Prêt à Burnley Football Club
Le 1er septembre 2023, Mike Trésor est prêté pour une saison au club anglais de Burnley FC, promu en Premier League et entrainé par Vincent Kompany,.
Il joue son premier match sous ses nouvelles couleurs le 18 septembre 2023, lors d'une rencontre de Premier League face à Nottingham Forest. Il entre en jeu et les deux équipes se neutralisent (1-1 score final). Le milieu de terrain belge ne parvient toutefois pas à s'imposer à Burnley, souvent utilisé en sortie de banc, il est peu utilisé par Vincent Kompany, dans une saison compliquée pour Burnley, le promu étant relégué à l'issue de la saison 2023-2024 en terminant 19e de Premier League.
Le 21 mai 2024, Burnley annonce que le joueur signe définitivement avec les Clarets.

### En sélections nationales
Mike Trésor Ndayishimiye représente la Belgique en sélections de jeunes. Il joue notamment huit matchs avec les moins de 17 ans de 2015 à 2016 pour un but.
Auteur de six buts en onze matchs avec l'équipe de Belgique des moins de 19 ans, Mike Trésor Ndayishimiye inscrit notamment un doublé lors de son premier match avec cette sélection, le 30 août 2017, face aux Pays-Bas (victoire 1-2 des jeunes belges), et un autre doublé contre la Suisse, le 14 novembre de la même année (3-5 pour la Belgique).
Il fête sa première sélection avec les espoirs le 15 octobre 2019, face à la Moldavie. Il rentre en jeu à la place de Francis Amuzu lors de cette rencontre remportée par les siens (4-1). Le 8 septembre 2020, lors d'une rencontre face à l'Allemagne, Ndayishimiye se fait remarquer en inscrivant ses deux premiers buts avec les espoirs, et délivre également une passe décisive pour Loïs Openda, contribuant grandement à la victoire de son équipe par quatre buts à un.
Mike Trésor est convoqué pour la première fois avec l'équipe nationale de Belgique par le sélectionneur Domenico Tedesco le 6 juin 2023, pour des matchs comptant pour les éliminatoires de l'Euro 2024. Il fait partie des surprises de cette sélection. Grâce à ses origines burundaise et rwandaise, il aurait pu évoluer pour l'une ou l'autre de ces sélections, qui ont par ailleurs essayé de le convaincre, mais il reconnaît en conférence de presse quelques jours plus tard que la Belgique a toujours été le choix logique pour lui. Il fête sa première apparition le 17 juin 2023 face à l'Autriche, en entrant en jeu à la place de Jérémy Doku à la 84e minute de jeu (partage, 1-1).

## Statistiques

### En club
| Saison                | Club                  | Championnat           | Championnat | Championnat | Championnat | Coupe nationale | Coupe nationale | Coupe nationale | Coupe de la Ligue | Coupe de la Ligue | Coupe de la Ligue | Supercoupe | Supercoupe | Supercoupe | Compétition(s) continentale(s) | Compétition(s) continentale(s) | Compétition(s) continentale(s) | Compétition(s) continentale(s) | Autres compétitions | Autres compétitions | Autres compétitions | Autres compétitions | Total | Total | Total |
| Saison                | Club                  | Division              | M.          | B.          | P.d.        | M.              | B.              | P.d.            | M.                | B.                | P.d.              | M.         | B.         | P.d.       | Comp.                          | M.                             | B.                             | P.d.                           | Comp.               | M.                  | B.                  | P.d.                | M.    | B.    | P.d.  |
| 2018-2019             | NEC Nimègue           | Eerste Divisie        | 23          | 6           | 2           | 2               | 0               | 0               | -                 | -                 | -                 | -          | -          | -          | -                              | -                              | -                              | -                              | PO                  | 2                   | 1                   | 1                   | 27    | 7     | 3     |
| 2019-2020             | NEC Nimègue           | Eerste Divisie        | 2           | 0           | 0           | -               | -               | -               | -                 | -                 | -                 | -          | -          | -          | -                              | -                              | -                              | -                              | -                   | -                   | -                   | -                   | 2     | 0     | 0     |
| Sous-total            | Sous-total            | Sous-total            | 25          | 6           | 2           | 2               | 0               | 0               | -                 | -                 | -                 | -          | -          | -          | -                              | -                              | -                              | -                              | -                   | 2                   | 1                   | 1                   | 29    | 7     | 3     |
| 2019-2020             | Willem II (prêt)      | Eredivisie            | 20          | 5           | 3           | 3               | 4               | 3               | -                 | -                 | -                 | -          | -          | -          | -                              | -                              | -                              | -                              | -                   | -                   | -                   | -                   | 23    | 9     | 6     |
| 2020-2021             | Willem II             | Eredivisie            | 34          | 4           | 11          | 1               | 0               | 0               | -                 | -                 | -                 | -          | -          | -          | C3                             | 2                              | 1                              | 1                              | -                   | -                   | -                   | -                   | 37    | 5     | 12    |
| Sous-total            | Sous-total            | Sous-total            | 54          | 9           | 14          | 4               | 4               | 3               | -                 | -                 | -                 | -          | -          | -          | -                              | 2                              | 1                              | 1                              | -                   | -                   | -                   | -                   | 60    | 14    | 18    |
| 2021-2022             | KRC Genk              | Division 1A           | 30          | 0           | 7           | 1               | 0               | 0               | -                 | -                 | -                 | 1          | 0          | 0          | C1+C3                          | 2+3                            | 0+0                            | 1+0                            | -                   | -                   | -                   | -                   | 37    | 0     | 8     |
| 2022-2023             | KRC Genk              | Division 1A           | 34          | 8           | 21          | 3               | 0               | 0               | -                 | -                 | -                 | -          | -          | -          | -                              | -                              | -                              | -                              | PO1                 | 5                   | 0                   | 3                   | 42    | 8     | 24    |
| 2023-2024             | KRC Genk              | Division 1A           | 2           | 0           | 0           | -               | -               | -               | -                 | -                 | -                 | -          | -          | -          | C1+C3+C4                       | 2+1+0                          | 1+0+0                          | 1+0+0                          | -                   | -                   | -                   | -                   | 5     | 1     | 1     |
| Sous-total            | Sous-total            | Sous-total            | 66          | 8           | 28          | 4               | 0               | 0               | 0                 | 0                 | 0                 | 1          | 0          | 0          | -                              | 7                              | 1                              | 2                              | -                   | 5                   | 0                   | 3                   | 83    | 9     | 33    |
| 2023-2024             | Burnley FC (prêt)     | Premier League        | 16          | 0           | 0           | 1               | 0               | 0               | 2                 | 0                 | 0                 | -          | -          | -          | -                              | -                              | -                              | -                              | -                   | -                   | -                   | -                   | 19    | 0     | 0     |
| 2024-2025             | Burnley FC            | Championship          | -           | -           | -           | 1               | 0               | 1               | -                 | -                 | -                 | -          | -          | -          | -                              | -                              | -                              | -                              | -                   | -                   | -                   | -                   | 1     | 0     | 1     |
| Sous-total            | Sous-total            | Sous-total            | 16          | 0           | 0           | 2               | 0               | 1               | 2                 | 0                 | 0                 | -          | -          | -          | -                              | -                              | -                              | -                              | -                   | -                   | -                   | -                   | 20    | 0     | 1     |
| Total sur la carrière | Total sur la carrière | Total sur la carrière | 161         | 23          | 44          | 12              | 4               | 4               | 2                 | 0                 | 0                 | 1          | 0          | 0          | -                              | 9                              | 2                              | 3                              | -                   | 7                   | 1                   | 4                   | 192   | 30    | 55    |

### En sélections nationales
| Saison                | Sélection             | Phases finales        | Phases finales | Phases finales | Phases finales | Éliminatoires CDM | Éliminatoires CDM | Éliminatoires CDM | Éliminatoires EURO | Éliminatoires EURO | Éliminatoires EURO | Ligue des Nations | Ligue des Nations | Ligue des Nations | Matchs amicaux | Matchs amicaux | Matchs amicaux | Total | Total | Total |
| Saison                | Sélection             | Compétition           | M              | B              | Pd             | M                 | B                 | Pd                | M                  | B                  | Pd                 | M                 | B                 | Pd                | M              | B              | Pd             | M     | B     | Pd    |
| --------------------- | --------------------- | --------------------- | -------------- | -------------- | -------------- | ----------------- | ----------------- | ----------------- | ------------------ | ------------------ | ------------------ | ----------------- | ----------------- | ----------------- | -------------- | -------------- | -------------- | ----- | ----- | ----- |
| 2022-2023             | Belgique              | -                     | -              | -              | -              | -                 | -                 | -                 | 2                  | 0                  | 0                  | -                 | -                 | -                 | -              | -              | -              | 2     | 0     | 0     |
| Total sur la carrière | Total sur la carrière | Total sur la carrière | -              | -              | -              | -                 | -                 | -                 | 2                  | 0                  | 0                  | -                 | -                 | -                 | -              | -              | -              | 2     | 0     | 0     |

### Matchs internationaux
| Matchs internationaux de Mike Trésor, | Matchs internationaux de Mike Trésor, | Matchs internationaux de Mike Trésor,   | Matchs internationaux de Mike Trésor, | Matchs internationaux de Mike Trésor, | Matchs internationaux de Mike Trésor, | Matchs internationaux de Mike Trésor, | Matchs internationaux de Mike Trésor,                          |
| #                                     | Date                                  | Lieu                                    | Adversaire                            | Résultat                              | Compétition                           | Club                                  | Notes                                                          |
| ------------------------------------- | ------------------------------------- | --------------------------------------- | ------------------------------------- | ------------------------------------- | ------------------------------------- | ------------------------------------- | -------------------------------------------------------------- |
| 1                                     | 17 juin 2023                          | Stade Roi Baudouin, Bruxelles, Belgique | Autriche                              | N 1 - 1                               | Éliminatoires de l'Euro 2024          | KRC Genk                              | Entre en jeu à la place de Jérémy Doku à la 84e minute de jeu. |
| 2                                     | 20 juin 2023                          | A. Le Coq Arena, Tallinn, Estonie       | Estonie                               | V 3 - 0                               | Éliminatoires de l'Euro 2024          | KRC Genk                              | Titulaire, remplacé par Jérémy Doku à la 57e minute de jeu.    |

## Palmarès

### En club
|  |  | KRC Genk - Championnat de Belgique : - Vice-champion : 2023 - Supercoupe de Belgique : - Finaliste : 2021 |

### Distinctions individuelles
- Soulier d'ébène belge en 2023
- Footballeur pro de l'année en 2023